# 에벤어
에벤어(Even, 러시아어: Эвенский язык) 또는 라무트어(Lamut, 러시아어: Ламутский язык)는 시베리아의 퉁구스계 민족인 에벤족이 모어로 사용하는 언어이다. 퉁구스어족의 북퉁구스어파로 분류된다.
2010년 기준 약 5,700명의 화자가 있는 것으로 조사되며, 특히 마가단, 추코트, 코랴크 지역에 화자 수가 많다. 에벤족들은 역사적으로 유목이나 수렵채집 생활을 하며 극동 시베리아의 넓은 지역에 걸쳐 분포했으므로 에벤어에도 여러 방언들이 있다. 에벤족이 다수 거주하는 지역에서는 초등학교에서 러시아어와 함께 에벤어도 가르친다.

## 방언
아르만(Arman), 인디기르카(Indigirka), 캄차카(Kamchatka), 콜리마-오몰론(Kolyma-Omolon), 오호츠크(Okhotsk), 올라(Ola), 톰폰(Tompon), 상콜리마(Upper Kolyma), 삭키리르(Sakkyryr), 라문힌(Lamunkhin) 방언이 있었다. 아르만 방언은 에벤어와 에벤키어의 과도적 방언인데, 1970년대에 사멸했다. 올라 방언이 문어의 기준이다.
루스코예 우스티예(Русское Устье)와 같은 북극의 일부 고립된 마을에서는 러시아인과 에벤인의 혼혈로 형성된 주민들이 에벤어의 강한 영향을 받은 특유의 러시아어 방언을 사용하였다.

## 표기
1931년에 소련 교육당국에서 에벤어를 포함한 여러 북방 민족 언어를 위한 라틴 문자 표기법을 개발하였으나 1937년 폐지되고 이후 키릴 문자 표기가 주로 쓰이기 시작했다. 러시아어 알파벳에 없는 Ӈ, Ө, Ӫ를 추가적으로 사용한다.